# Hideki Shirakawa
Hideki Shirakawa (白川英樹?) (Tokio, Japón, 20 de agosto de 1936) es un químico y profesor universitario japonés galardonado con el Premio Nobel de Química del año 2000.

## Biografía
Doctorado en Química por el Instituto Tecnológico de Tokio en 1966. Ese mismo año ocupó la plaza de profesor asociado en el Instituto de Ciencias de los Materiales en la Universidad de Tsukuba (Japón). Desde 1982 es profesor numerario de esa misma institución, aunque actualmente con la cátedra de profesor emérito.
Además, es pariente de Naoko Takahashi, la ganadora del oro de la maratón femenina de los Juegos Olímpicos de Sídney 2000.

## Investigaciones científicas
Sus investigaciones en el campo de los campos de los polímeros, especialmente del acetileno, le llevaron al descubrimiento, cuando ocupaba la plaza de investigador asociado en el laboratorio de Química del Instituto Tecnológico de Tokio, de las propiedades conductoras de este material al ser contaminado con trazas de otras sustancias.
Los descubrimientos de Shirakawa interesaron al químico neozelandés Alan G. MacDiarmid y al físico estadounidense Alan J. Heeger, con los que inició una fructífera relación científica e investigadora que dio como resultado la publicación conjunta del artículo Síntesis de polímeros orgánicos conductores de la electricidad: derivados halógenos del poliacetileno (CH) n, en el prestigioso Journal of Chemical Society en el verano de 1977, en el cual anunciaban el descubrimiento del poliacetileno.
En 2000 recibió el premio Nobel de Química, galardón que compartió con sus compañeros de investigación Alan J. Heeger y Alan G. MacDiarmid, por el descubrimiento y desarrollo de los polímeros conductores.
| Predecesor: Ahmed H. Zewail | Premio Nobel de Química 2000 | Sucesor: William S. Knowles Ryōji Noyori Karl B. Sharpless |

- Datos: Q110916
- Multimedia: Hideki Shirakawa / Q110916